# Karabin Parker-Hale M83
Karabin Parker-Hale M83 – brytyjski powtarzalny karabin wyborowy. Oparty na konstrukcji sztucera myśliwskiego.
Karabin został na początku 1983 roku wprowadzony do uzbrojenia armii brytyjskiej. Jest bronią jednostrzałową i posiadającą kolbę o regulowanej długości 317,5 mm, 330 mm oraz 343 mm. Posiada również celownik optyczny.